# Duars
Los Duars o Dooars (/ duˈɑːrz /) son las llanuras aluviales en el este y noreste de la India, que se encuentran al sur de las estribaciones exteriores del Himalaya y al norte de la cuenca del río Brahmaputra. Esta región tiene unos 30 km de ancho y se extiende a lo largo de unos 350 km desde el río Teesta en Bengala Occidental hasta el río Dhansiri en Assam. La región forma la puerta de entrada a Bután. Es parte de la ecorregión de sabana y pastizal del Terai-Duar.
Duars significa "puertas" en los idiomas asamés, bengalí, maithili, bhojpuri y magahi. Hay 18 pasajes o entradas entre las colinas de Bután y las llanuras de la India. Esta región está dividida por el río Sankosh en el Duars oriental y occidental, que consta de un área de 880 km². Los Duars occidentales también se conocen como los Duars de Bengala, y los orientales también como los Duars de Assam. Duars es análogo al Terai en el norte de la India y el sur de Nepal.

## Historia

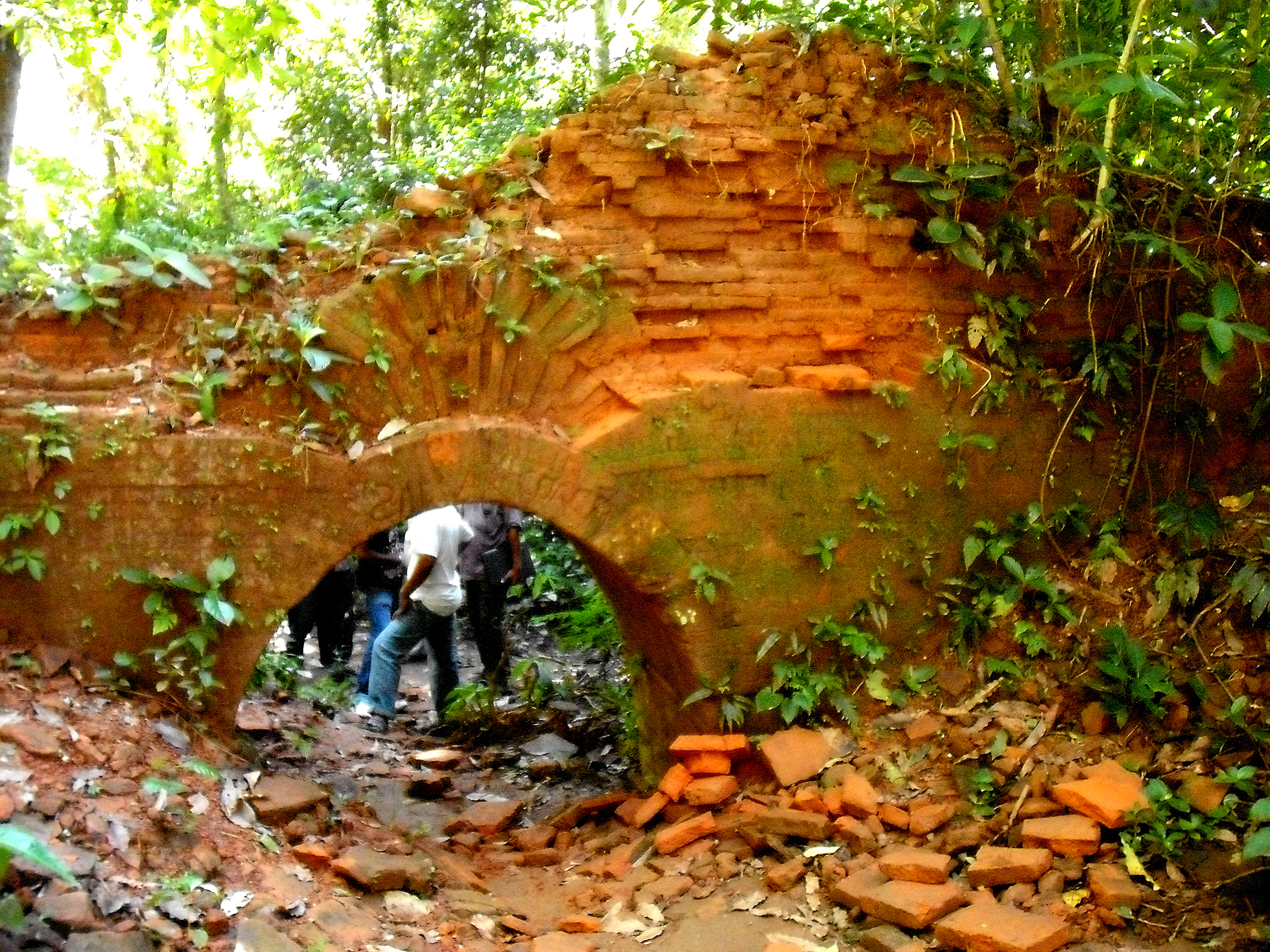
Restos de Nalrajar Garh en el bosque de Chilapata

Los Duars pertenecieron al Reino Kamata bajo la dinastía Koch; aprovechando la debilidad del reino de Koch en épocas posteriores, Bután tomó posesión de los Duars. Esta región estaba controlada por el reino de Bután cuando los británicos la anexaron en 1865 después de la Guerra de Bután bajo el mando del Capitán Hedayat Ali. El área se dividió en dos partes: la parte oriental se fusionó con el distrito Goalpara en Assam y la parte occidental se convirtió en un nuevo distrito llamado Duars del oeste. Nuevamente en el año 1869 se cambió el nombre a distrito de Jalpaiguri. Después del fin del dominio británico en la India en 1947, los Duars accedieron al dominio de la India y se fusionaron con la Unión de la India poco después en 1949.

## Geografía y clima

### Geografía política
La región de Duars constituye políticamente las llanuras del distrito de Darjeeling, todo el distrito de Jalpaiguri y el distrito de Alipurduar y la región superior del distrito de Cooch Behar en Bengala Occidental y los distritos de Kokrajhar y Bongaigaon en el estado de Assam.

### Geografía física

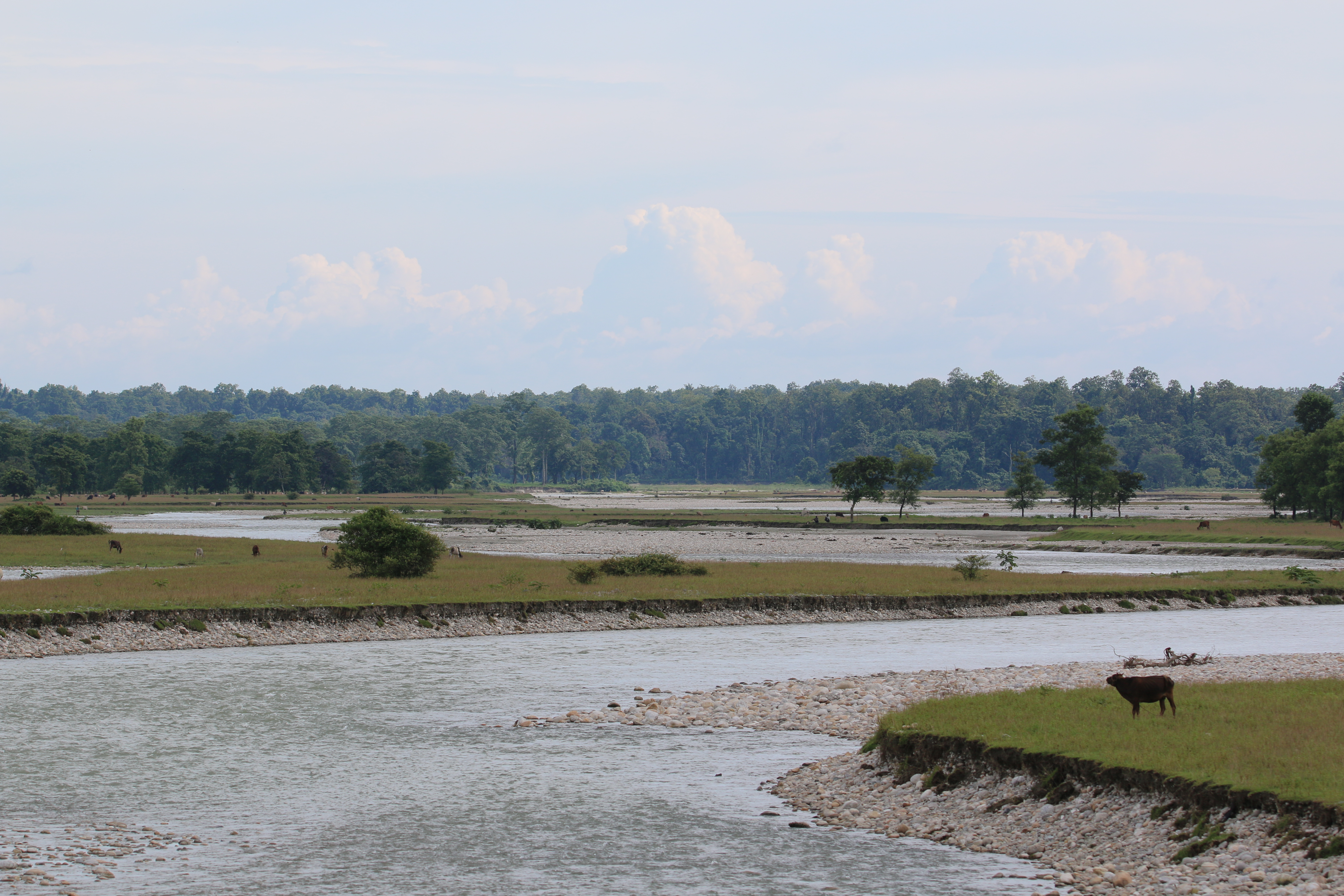
Río Murti a su paso por el Parque nacional de Gorumara

La elevación del área de Duars varía de 90 a 1750 m. Innumerables arroyos y ríos fluyen a través de estas fértiles llanuras desde las montañas de Bután. En Assam, los ríos principales son Brahmaputra y Manas. En el norte de Bengala Occidental, el río principal es el Teesta, además de muchos otros como los ríos Jaldhaka, Murti, Torsha, Sankosh, Dyna, Karatoya, Raidak y Kalchini, entre otros.

### Clima
La precipitación media de la zona es de unos 3.400 mm. El monzón generalmente comienza a mediados de junio y continúa hasta finales de septiembre. Los inviernos son fríos con mañanas y noches con niebla. El verano es suave y constituye un período muy corto del año.

## Poblaciones
Duars es un área grande y está salpicada de muchos pueblos y ciudades. Las ciudades más grandes de la región, que se extienden desde las estribaciones de Darjeeling hasta las estribaciones de Arunachal Pradesh, son Siliguri y Jalpaiguri, que se encuentran en parte en la región de Terai. Estas ciudades del norte de Bengala están bien conectadas con el resto del país por carretera, aire y ferrocarril.
Las otras ciudades importantes son Kokrajhar, Bongaigaon, Goalpara, Barpeta y Dhubri en Assam. Cooch Behar, Alipurduar, Dhupguri, Malbazar, Mainaguri, Falakata y Birpara son las principales ciudades de Duars en Bengala Occidental, y Kishanganj en Bihar. Además, la capital comercial de Bután, Phuentsholing, cerca de Jaigaon, puede considerarse parte de esta región.

## Economía

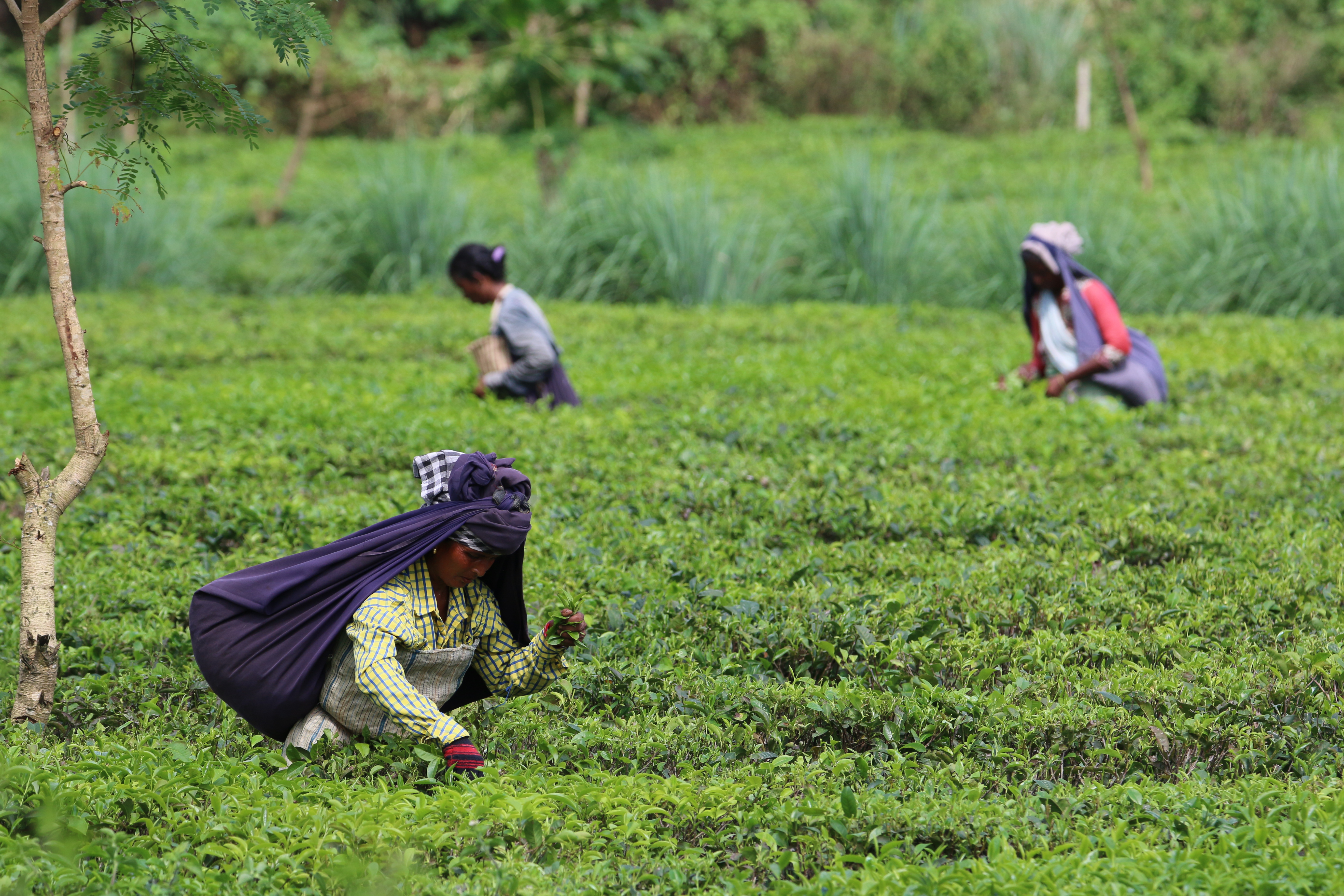
Plantación de té en Duars

La principal industria de la región de Duars es la industria del té. Miles de personas se dedican a las plantaciones y fábricas de té. Varias personas también se dedican al cultivo de nueces de betel, lo que también contribuye a la economía. El cultivo de otras cosechas se realiza principalmente para consumo local. El área está salpicada por varios parques nacionales y santuarios de vida silvestre que atraen a muchos turistas de toda la India y del extranjero, lo que la convierte en un importante contribuyente a la economía. También, la industria maderera, tanto legal como ilegalmente, prospera en esta región. Varios aserraderos, industrias de madera contrachapada y otras empresas afines también contribuyen de manera importante a la riqueza.
Los Duars actúan como puertas de entrada a Bután; así, la industria de exportación e importación también aumenta en el área. Las ciudades de Jaigaon, Siliguri y Phuentsholing son centros importantes del intercambio comercial. Como la región está cerca de las fronteras internacionales de Bután, Nepal y Bangladés, la Fuerza de Seguridad Fronteriza, la Fuerza de Policía de Reserva Central, el ejército y la Fuerza Aérea de la India mantienen una gran presencia en la zona. Esto conduce a una gran población de residentes semipermanentes que aportan dinero a la economía local.

## Fauna y flora

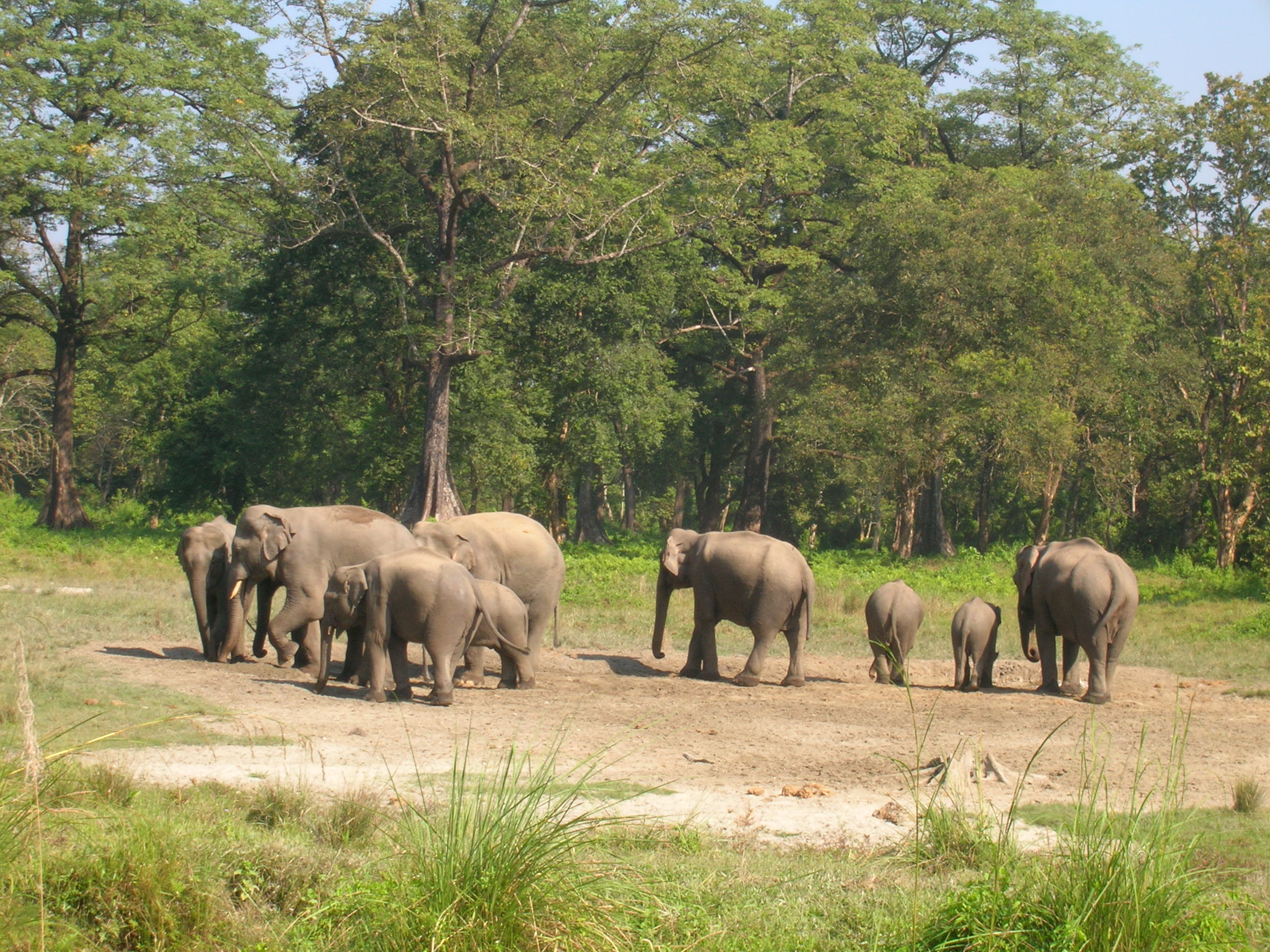
Grupo de elefantes en el Parque nacional de Jaldapara

Muchos santuarios de vida silvestre y parques nacionales como el Parque nacional de Manas en Assam, el Parque nacional de Jaldapara, el Parque nacional de Buxa, el Parque nacional de Gorumara, el Santuario de Vida Silvestre Chapramari, los Bosques de Chilapata, el Parque nacional de Singalila, el Parque nacional del Valle de Neora y el Santuario de Vida Silvestre de Mahananda en Bengala Occidental están ubicados en esta región.

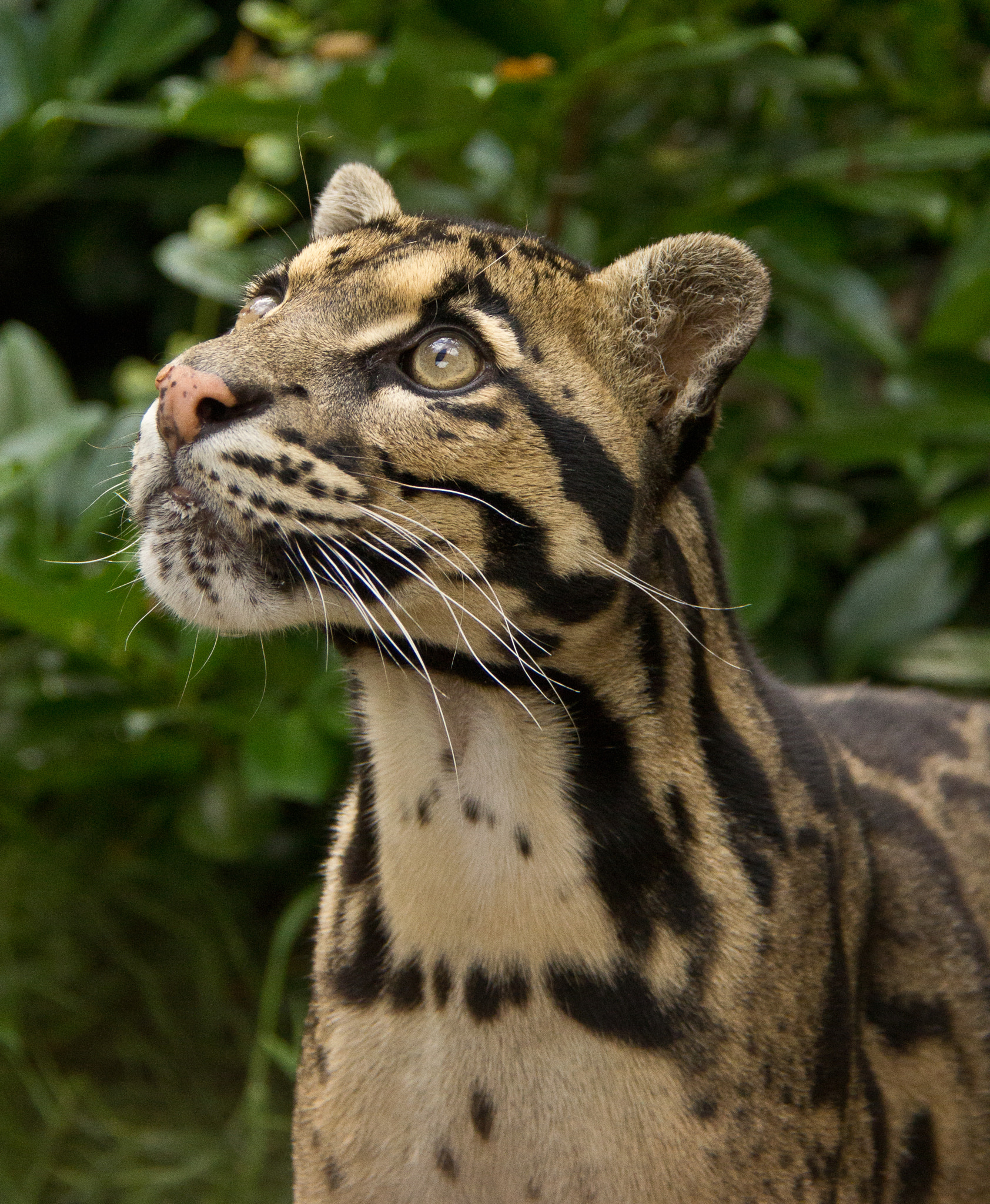
Un leopardo nebuloso

Varios animales en peligro de extinción viven en los bosques de Duars como el tigre de Bengala, el rinoceronte indio, el elefante indio, el chital, el sambar, el leopardo nebuloso, el leopardo indio, el gaur, el pavo real indio, el gran cálao indio, lagarto monitor, pitón indio, cobra india y el pitón reticulado. Especies de osos como el oso perezoso y el oso negro del Himalaya viven en el norte. Se pueden encontrar al panda rojo, macaco rhesus, langur gris, binturong, cerdo pigmeo y jabalí indio en la región. El zorro indio, el lobo indio y el linsang manchado son algunos de los depredadores además de los tigres. La liebre hispida es una especie muy rara que habita la zona. Se han registrado gato leopardo y gato dorado asiático. En el norte, se encuentran tahr del Himalaya, takin de Bután, goral del Himalaya y serau del Himalaya. En los ríos, se han visto cocodrilos de las marismas y gaviales. En los lagos, se han descubierto especies como la espátula euroasiática, tarro canelo, y cigüeñas, como cigüeña pintada, cormorán indio, ibis de nuca roja, martín pescador y aves depredadoras como buitres y águilas. La reserva de tigres de Buxa es famosa por las mariposas, mientras que Jorepokhri es el último refugio de Tylototriton verrucosus (salamandra del Himalaya o tritón). El lago Pokhari alberga especies de bagres.